# Zemiansky Vrbovok
Zemiansky Vrbovok es un municipio del distrito de Krupina en la región de Banská Bystrica, Eslovaquia, con una población estimada a final del año 2024 de 78 habitantes.
Se encuentra ubicado al oeste de la región, sobre los montes Centrales Eslovacos (Cárpatos occidentales), a poca distancia al sur del río Hron —un afluente izquierdo del Danubio— y al este de la región de Nitra.

## Demografía
| Año        | 1994 | 2004     | 2014    | 2024     |
| ---------- | ---- | -------- | ------- | -------- |
| Población  | 156  | 103      | 95      | 78       |
| Diferencia |      | −33,97 % | −7,76 % | −17,89 % |

| Año        | 2023 | 2024 |
| ---------- | ---- | ---- |
| Población  | 78   | 78   |
| Diferencia |      | +0 % |